# Deziderije
Deziderije (umro oko 786.) (također Daufer, Dauferius, u francuskom Didier) bio je posljednji kralj Langobardskog kraljevstva. Poznat je uglavnom po vezi s Karlom Velikim, koji je oženio njegovu kćer i osvojio njegovo kraljevstvo.

## Dolazak na vlast
Isprva kraljevski službenik s titulom dux Langobardorum et comes stabuli ("starješina konjušnice i vojvoda Langobarda"), što je izgleda služba slična suvremenoj franačkoj službi dux Francorum. Kralj Aistulf proglasio ga je vojvodom od Rima i Bizanta novoosvojenih Istre i Toskane, a kraljem je postao nakon Aistulfove smrti 756. godine. U to vrijeme, Aistulfov prethodnik Ratchis napustio je svoje samostansko utočište Montecassino o pokušao oteti kraljevstvo, ali je Deziderije njegovu pobunu uz potporu pape Stjepana II. brzo ugušio. Na svojoj krunidbi, Deziderije je u zamjenu za papino priznanje obećao vratiti Svetoj Stolici mnoge otete gradove. No došao je u sukob s papom Stjepanom III. jer se ovaj usprotivio braku Deziderijeve kćeri s Karlom Velikim. Nakon samo nekoliko vraćenih gradova, Deziderije je odustao od obećanja prethodnom papi. 
Težeći kao i njegovi prethodnici širenju langobardske moći u Italiji, došao je u sukob i s papinim južnim vojvodstvima. Iste godine Deziderije udružuje svoje i kraljevstvo svog sina Aldechisa. Vojvodu Beneventa Alboina i vojvoda Spoleta Liutpranda papa je međutim nagovorio na približavanje Francima i odstupanje od langobardske kraljevine, te su oni tako ušli pod zaštitu franačkog kralja Pipina. 758. godine se beneventski vojvoda Liutprand, nakon stjecanja punoljetnosti buni i biva poražen, te njegovo vojvodstvo Deziderije dodjeljuje Arechisu II. iste godine poražava i Alboina, preuzimajući i njegovo vojvodstvo.

## Postavljanje protupape Filipa
Deziderije otima svećenika iz samostana sv. Vida na Eskvilinu. 31. srpnja 768. ga na brzinu proglašava papom. Protupapa Filip nije mogao biti priznat, te se isti dan povlači u svoj samostan i o njemu se više ništa ne zna.

## Odnos s Karlom Velikim
Stjepan III. se 768. usprotivio braku Karla Velikog s Deziderijevom kćeri Desideratom, ali se do svoje smrti 772. pomirio s Langobardima. No novi papa Hadrijan I. protiv Deziderija je zatražio pomoć Karla Velikog, jer je brak 771. godine između dinastija završio razvodom Karla Velikog i Desiderate, koja je poslana svome ocu.
Nadalje, Gerberga, udovica brata Karla Velikog Karlomana zatražila je Deziderijevu zaštitu nakon smrti svog supruga 771. Vjerojatno kao odgovor na Karlovu uvredu odbijanjem njegove kćeri, Deziderije priznaje Gerbergine sinove kao zakonite nasljednike i okreće se protiv pape Adrijana zbog njegovog odbijanja njihove krunidbe. U napadu na Pentapolis, sastaju se u Thionvilleu Adrijanova, Deziderijeva i Karlova izaslanstva, te Karlo Veliki staje na papinu stranu.
Karlo i njegov sin Bernhard 773. kreću preko Alpa i Langobardima kod Mortare nanose težak poraz, te uskoro počinju opsadu langobardskog glavnog grada Ticinuma, današnje Pavije. Deziderijev sin Adelchis skupljao je vojsku u Veroni, ali se morao povući na Jadran, te je konačno pred Karlom Velikim pobjegao u Konstantinopol.
Opsada Ticina trajala je do lipnja 774. kada je u zamjenu za živote svojih vojnika i podanika Deziderije otvorio vrata grada. Nakon toga je prognan u opatiju Corbie gdje je i umro. Njegov sin Adelchis proveo je cijeli život u bezuspješnim pokušajima vraćanja kraljevstva svog oca. Deziderije umire oko 786. godine.
Karlo Veliki preuzima titulu rex Langobardorum, što je bio prvi put da germanski kralj uzima titulu kraljevstva koje je pokorio.

## Vanjske poveznice
- Deziderije, kralj Langobarda - encyclopedia.com (engl.)

| Prethodnik:           | Langobardski kralj (756. – 774.) | Nasljednik:                |
| Aistulf (751. – 756.) | Langobardski kralj (756. – 774.) | Karlo Veliki (774. – 814.) |